# Nguyễn Thị Xuân Mai
Nguyễn Thị Xuân Mai (2 de julio de 1979) es una deportista vietnamita que compitió en taekwondo. Ganó una medalla de plata en los Juegos Asiáticos de 1998, y dos medallas de bronce en el Campeonato Asiático de Taekwondo en los años 1996 y 2002.

## Palmarés internacional
| Juegos Asiáticos    | Juegos Asiáticos      | Juegos Asiáticos  | Juegos Asiáticos |
| Año                 | Lugar                 | Medalla           | Categoría        |
| ------------------- | --------------------- | ----------------- | ---------------- |
| 1998                | Bangkok (Tailandia)   | Medalla de plata  | –43 kg           |
| Campeonato Asiático |                       |                   |                  |
| Año                 | Lugar                 | Medalla           | Categoría        |
| 1996                | Melbourne (Australia) | Medalla de bronce | –43 kg           |
| 2002                | Amán (Jordania)       | Medalla de bronce | –51 kg           |